# Pisiforme
Ne doit pas être confondu avec Piciforme ou Pisciforme.
Le pisiforme est le plus petit os du carpe.

## Description

Le pisiforme (en rouge).

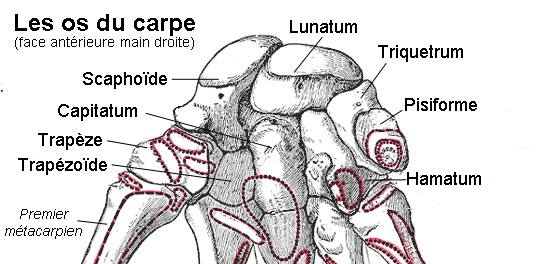
Os du carpe.

L'os pisiforme est situé au niveau de la première rangée des os du carpe sur un plan palmaire. Il forme le bord ulnaire du canal carpien et la paroi médiale du canal ulnaire.
Il présente :
- une face antérieure où s'insèrent les tendons du muscle fléchisseur ulnaire du carpe et du muscle abducteur du petit doigt de la main,
- une face postérieure est une surface articulaire concave qui répond à la face articulaire inféro-interne du triquétrum pour former l'articulation de l'os pisiforme.
- une face latérale marquée par le sillon de passage du nerf ulnaire.

C'est un des points d'attache du rétinaculum des fléchisseurs.
Il participe à la stabilisation dynamique du carpe.

## Aspect clinique
L'os pisiforme est sujet aux luxations à cause de l'insertion tendineuse du muscle fléchisseur ulnaire du carpe et du muscle abducteur du cinquième doigt.

## Anatomie comparée
Par rapport aux autres primates, les humains ont un os pisiforme court.
Tous les autres tétrapodes ont un pisiforme. Chez les mammifères et les primates non humains, le pisiforme est un os élargi et allongé qui s'articule avec l'ulna. Chez certains taxons, le pisiforme s'articule même avec le radius.
Chez ces taxons non humains, le pisiforme se développe à partir de deux centres d'ossification séparés par une plaque épiphysaire palmaire, de ce fait le pisiforme n'est pas un véritable os sésamoïde.